# Order św. Henryka
Order Królewski i Wojskowy Świętego Henryka (fr. Ordre Royal et Militaire de Saint Henri) – cywilne i wojskowe odznaczenie Królestwa Haiti ustanowione przez Henryka I 20 kwietnia 1811. Przyznawane za męstwo na polu walki, zasługi dla rozwoju armii, a także osiągnięcia w działalności na rzecz państwa. Po upadku Królestwa zniesione w 1820.

## Klasy orderu
- Klasa Najwyższa – Krzyż Wielki z Łańcuchem,
- Klasa I – Krzyż Wielki,
- Klasa II – Komandor,
- Klasa III – Kawaler[2].

Dla każdej z klas obowiązywały określone limity nadań.
| Baretki Orderu Królewskiego i Wojskowego św. Henryka | Baretki Orderu Królewskiego i Wojskowego św. Henryka | Baretki Orderu Królewskiego i Wojskowego św. Henryka | Baretki Orderu Królewskiego i Wojskowego św. Henryka |
| ---------------------------------------------------- | ---------------------------------------------------- | ---------------------------------------------------- | ---------------------------------------------------- |
| Krzyż Wielki z łańcuchem                             | Krzyż Wielki                                         | Komandor                                             | Kawaler                                              |

## Odznaczeni
Wśród odznaczonych znaleźli się między innymi Paul Romain i Jean-Philippe Daux.